# Aleksandr Zasiad´ko
Aleksandr Fiodorowicz Zasiad´ko (ros. Алекса́ндр Фёдорович Зася́дько, ur. 25 sierpnia?/7 września 1910 w Gorłówce, zm. 5 września 1963 w Moskwie) – radziecki polityk, zastępca przewodniczącego Rady Ministrów ZSRR (1958–1962), Bohater Pracy Socjalistycznej (1957).

## Życiorys
Urodzony w rodzinie górniczej, w latach 1924–1925 uczeń ślusarza, w 1927 ukończył szkołę przemysłową w Iziumie, a w 1935 Instytut Górniczy w Doniecku. Od 1931 członek WKP(b). Początkowo ślusarz w kopalni, później główny mechanik, pomocnik głównego inżyniera, główny inżynier i zarządca kopalni w Śnieżnem. Od 1939 szef kombinatu „Stalinugol”, w latach 1935–1942 szef kombinatu „Mołotowugol”, 1942–1946 zastępca ludowego komisarza przemysłu węglowego ZSRR i równocześnie szef kombinatu „Tułaugol” (1942–1943) i kombinatu „Stalinugol” (1943–1946), 1946–1947 zastępca ministra inżynierii przemysłu paliwowego ZSRR. Od 17 stycznia 1947 minister przemysłu węglowego zachodnich rejonów ZSRR, od 28 grudnia 1948 do 2 marca 1955 minister przemysłu węglowego ZSRR, następnie zastępca ministra przemysłu węglowego ZSRR. Od 8 sierpnia 1955 do 1956 ponownie minister przemysłu węglowego ZSRR, od 24 maja 1957 do 31 marca 1958 szef wydziału przemysłu węglowego Państwowego Komitetu Planowania ZSRR – minister ZSRR. Od 31 marca 1958 do 9 listopada 1962 zastępca przewodniczącego Rady Ministrów ZSRR, równocześnie od 22 kwietnia 1960 przewodniczący Państwowej Rady Naukowo-Badawczej Rady Ministrów ZSRR. Deputowany do Rady Najwyższej ZSRR od 2. do 6. kadencji. Od 14 października 1952 do 14 lutego 1956 i ponownie od 31 października 1961 do śmierci członek KC KPZR. Zwolniony na wcześniejszą emeryturę ze względu na stan zdrowia. Pochowany na cmentarzu Nowodziewiczym.

## Odznaczenia
- Medal Sierp i Młot Bohatera Pracy Socjalistycznej (26 kwietnia 1957)
- Order Lenina (pięciokrotnie)
- Order Czerwonego Sztandaru Pracy